# Eugenio di Cartagine
Eugenio (V secolo – nei dintorni di Albi, 505) è stato un vescovo africano, venerato come santo dalla Chiesa cattolica.

## Agiografia
Durante il regno dei Vandali, popolo di confessione ariana, la diocesi di Cartagine rimase a lungo vacante finché re Unnerico concesse agli abitanti di nominare il proprio vescovo. Venne quindi eletto Eugenio, uomo pio e caritatevole, che presto dovette soffrire le persecuzioni degli eretici e del dispotico monarca.
Nel febbraio 484 Unnerico organizzò un concilio proprio a Cartagine al quale convocò tutti i vescovi africani sperando nella loro adesione all'arianesimo. Assieme a numerosi altri, in quell'occasione Eugenio ribadì la sua fedeltà all'ortodossia cristiana e subì quindi le ire del sovrano: venne confinato a Turris Tamalleni (nei dintorni dell'attuale Kébili) sorvegliato dallo spietato Antonio, un vescovo eretico.
Con la morte di Unnerico, nel dicembre del 484, Eugenio poté tornare a Cartagine; ma l'ascesa al trono di Trasamondo, nel 496, portò altre persecuzioni. Eugenio venne nuovamente bandito e finì in Gallia dove morì nel 505.
Una tradizione afferma invece che Eugenio avesse concluso la sua esistenza in esilio sull'isola di Bergeggi, dove edificò una chiesa. Si dice che le sue reliquie, successivamente traslate nella chiesa di San Paragorio a Noli, ricomparvero miracolosamente nel luogo di culto da lui fondato.